# Rictichneumon curtiventris
Rictichneumon curtiventris là một loài tò vò trong họ Ichneumonidae.